# Nat M. Wills
Nat M. Wills (Fredericksburg, 1873. július 11. – Woodcliff Lake, 1917. december 9.) népszerű amerikai színpadi sztár, vaudeville előadó. Leginkább humoros, szatirikus dalok, paródiák előadásáról volt ismert.

## Pályafutása
Louis McGrath Wills néven született Fredericksburgban, Virginia államban. Születési neve 1880-as népszámlálási adatok szerint Lewis Wills  volt.
Ifjúságáról keveset tudni. Wills családja még gyerekkorában Washingtonba költözött. Wills Washingtonban kezdte színházi karrierjét. Állítólag az egyik első színpadi fellépése Minnie Palmer operettsztárral volt.
Fiatal korában melodrámákban és színpadi műsorokban szerepelt szerte az Egyesült Államokban. Egész életében váltogatta a színházi előadásokat a vaudeville-jel. 1903-ban szerződött a The Lambs Clubbal. Egyike volt az elsőknek, aki fellépett a Palace Theatre-ben.
„Nincs semmi újság” − jelentette be fellépései legelején (ami egy régi és sokat másolt vaudeville-rutin volt). Monológjaiban Wills egy gazdag férfit játszott, aki visszatért egy orvos által rendelt nyaralásról; valamint egy szolgát, aki beszámolt a hírről a férfi hazaérkezéséről. A szám azzal kezdődik, hogy a szolga arról biztosítja a gazdát, hogy nincs új hír, „kivéve egy apróságot...”, ami aztán szőrnyű hírekben terebélyesedik ki.
Wills megpróbált segíteni más előadóművészeknek azáltal, hogy − másokkal együtt − megalakította a The White Ratst, az első szórakoztatóipari szakszervezetet.